# Länna kyrksjö
Länna kyrksjö är en sjö i Norrtälje kommun i Uppland och ingår i Norrtäljeån-Åkerströms kustområde. Sjön är 9,8 meter djup, har en yta på 2,17 kvadratkilometer och befinner sig 8 meter över havet. Sjön avvattnas av vattendraget Penningbyån. Vid sjöns norra sida ligger kyrkbyn Lännaby tillsammans med Länna kyrka.

## Delavrinningsområde
Länna kyrksjö ingår i det delavrinningsområde (662203-165750) som SMHI kallar för Utloppet av Länna Kyrksjö. Medelhöjden är 28 meter över havet och ytan är 35,58 kvadratkilometer. Räknas de 3 avrinningsområdena uppströms in blir den ackumulerade arean 90,7 kvadratkilometer. Avrinningsområdets utflöde Penningbyån mynnar i havet. Avrinningsområdet består mestadels av skog (70 procent) och jordbruk (17 procent). Avrinningsområdet har 2,56 kvadratkilometer vattenytor vilket ger det en sjöprocent på 7,2 procent.